# بيتر باور
بيتر باور (بالإنجليزية: Peter Thomas Bauer )‏ (و. 1915 – 2002 م) هو عالم اقتصاد، وسياسي، وأستاذ جامعي، من المملكة المتحدة، ولد في بودابست، كان عضوًا في الأكاديمية البريطانية، توفي في لندن، عن عمر يناهز 87 عاماً.

## مناصب
تولى منصب عضو مجلس اللوردات.

## مناصب وهيئات
أدار كلية لندن للاقتصاد.